# Bianca Sierra
Bianca Elissa Sierra García (Mountain View, California, Estados Unidos de América, 25 de junio de 1992), conocida como Bianca Sierra, es una futbolista mexicana. Junto a Stephany Mayor, es una de las primeras atletas mexicanas en declararse abiertamente homosexual y hablar de su vida personal. Juega como defensa en Tigres de la Primera División Femenil de México y en la selección femenina de México.
Sierra jugó en la NCAA con las Auburn Tigers (2010-13). En la NWSL ha jugado con el Washington Spirit (2014) y las Boston Breakers (2014-2015). En 2013, debutó con la selección mexicana absoluta, equipo con el que participó en la Copa del Mundo 2015. Antes jugó los Mundiales sub-20 2010 y 2012.

## Trayectoria
Bianca Sierra creció y vivió con su familia en San Francisco, donde sus padres tienen una cadena de restaurantes de comida mexicana. Cuando era adolescente y estaba en el equipo de su colegio en Mountain View, llamó la atención de Leonardo Cuéllar, director técnico de la selección femenil mexicana, y entró al equipo de la sub-20 en 2010. En marzo de 2016, Sierra fue contratada por el equipo islandés Thór/KA Akureyri, en la ciudad de Akuyeyri, y logró que el equipo contratara también a Mayor.
A finales del 2019, Sierra y Mayor fueron contratadas por el equipo de Tigres, anunciándolas como refuerzos y donde, tras consolidarse en el equipo, han conseguido 3 títulos de la Liga MX.

## Vida personal
En 2013, durante un torneo en China, inició su noviazgo con Mayor, y mantuvieron una relación de larga distancia cuando fue a jugar con el Washington Spirit. En 2015, durante un torneo previo a la Copa Mundial en Chipre, Cuéllar convocó al equipo para hablarles de las reglas del juego, y en medio del discurso, entre las advertencias de no tomar alcohol y tener cuidado al usar redes sociales, hizo un comentario homofóbico. Al ser parte de la única pareja en el equipo, la orden fue dirigida hacia ella y Mayor. Al sentirse respaldadas por sus compañeras, Sierra y Mayor decidieron quedarse en la selección para la Copa Mundial Femenina de futbol de 2015, pero les incomodó seguir jugando bajo la dirección de Cuéllar y decidieron buscar trabajo en otros países.
En junio de 2016, Sierra hizo pública su relación con Mayor a través de la plataforma de Twitter, al compartir una selfi con la frase "Mi mundo" y dos emojis, uno de corazón y otro de mundo. El 5 de julio de 2017, The New York Times publicó un reportaje exclusivo, en español e inglés, sobre la relación de Sierra y Mayor, la homofobia que enfrentaron en la Selección Mexicana y su salida del país para vivir sin prejuicios.
En 2022, Sierra y Mayor anunciaron su matrimonio a través de una publicación en Instagram. En 2023, anunciaron por la misma red social que serían mamás de dos bebés. A diferencia de la publicación de 2016, que recibió muchos comentarios homofóbicos, el anuncio del embarazo recibió mensajes positivos, felicitaciones y buenos deseos. Ambas alzan la voz para que en la Liga MX Femenil se respeten los protocolos y garantías que permitan a las jugadoras formar familia y no tener que elegir entre la maternidad o el fútbol. En entrevistas, aseguraron que Club Tigres les brindó apoyo y seguridad para continuar sus carreras.

## Clubes
| Club              | País           | Año       |
| ----------------- | -------------- | --------- |
| Washington Spirit | Estados Unidos | 2014      |
| Boston Breakers   | Estados Unidos | 2014-2015 |
| Arna-Bjørnar      | Noruega        | 2016      |
| Thór/KA Akureyri  | Islandia       | 2017-2019 |
| Tigres UANL       | México         | 2020-2025 |

## Palmarés

### Títulos nacionales
| Título                   | Club        | País   | Año      |
| ------------------------ | ----------- | ------ | -------- |
| Primera División Femenil | Tigres UANL | México | 2020     |
| Primera División Femenil | Tigres UANL | México | Cl. 2021 |
| Primera División Femenil | Tigres UANL | México | 2022     |